# Sto rodinných jmen
Sto rodinných jmen (čínsky v českém přepisu Paj ťia-sing, pchin-jinem Bǎijiāxìng, znaky 百家姓) je čínská čítanka neznámého autora z konce 10. nebo 11. století. Obsahuje 444 jednoznakových a 60 dvouznakových příjmení seskupených do rýmovaných čtyřznakových veršů. S Knihou tří znaků a Textem o tisíci znacích patřila mezi nejpopulárnější čínské slabikáře.

## Historie
Sto rodinných jmen sestavil anonymní autor počátkem období Severní Sung (tj. koncem 10. nebo v 11. století). Je to rýmovaný soubor čínských příjmení, uspořádaný ve čtyřznakových verších. Původně obsahovala 411 příjmení; později byla rozšířena na 504 příjmení, z toho 60 dvouznakových a 444 jednoznakových.
Kniha sloužila jako slabikář pro výuku čínského písma. S Textem o tisíci znacích a Knihou tří znaků tvořila od sungské doby do 20. století triádu „Tři, sto, tisíc“ nejrozšířenějších čínských slabikářů.